# Martijn Spierenburg
Martijn Spierenburg, född 30 januari 1975, spelar keyboard i metalbandet Within Temptation.